# DJ Dark-E
Kristof Van den Berghe is een Vlaamse Live-dj, met de artiestennaam Dark-E. Dark-E maakt voornamelijk harddance, hardhouse, hardstyle, hardtrance, jump, progressive, techno, tekno en trance. Hij produceert onder het label Zoo Records. Sinds eind 2009 draait hij als resident in Highstreet.

## Discografie
| Jaar | Single                                         |
| ---- | ---------------------------------------------- |
| 2004 | Dark-E - Hypnotical Summer                     |
| 2004 | Dark-E - Tranceballers                         |
| 2005 | Dark-E - Happy Hookers (Goes On...)            |
| 2005 | Dark-E - Spring Break                          |
| 2007 | Dark-E - Cold Fever                            |
| 2007 | Dark-E - Holographic                           |
| 2008 | Dark-E - Gods & Symbols (Reverze Anthem)       |
| 2010 | Dark-E & Playboyz - Sunset At Brecht / Melting |